# Renzo Testolin
Renzo Testolin, né le 28 mars 1968 à Aoste, est un homme politique et comptable italien du parti Union valdôtaine, actuel président de la Vallée d'Aoste.

## Parcours politique
Testolin est élu conseiller municipal d'Aymavilles en 1995. De 2005 à 2010, il assume les fonctions de vice-syndic de la commune.
Il est élu au conseil régional de la Vallée d'Aoste lors des élections régionales valdôtaines de 2013, et réélu ensuite en 2018 et 2020. Au sein du conseil régional, il a occupé plusieurs fonctions, notamment celles d'assesseur (conseiller) à l'agriculture, au budget, aux finances, ou encore à l'artisanat. 
Il est nommé vice-président du conseil le 10 décembre 2018. Le 16 décembre 2019, le président du conseil régional, Antoine Fosson démissionne après une enquête sur l'ingérence de la 'Ndrangheta dans les élections de 2018. Testolin est alors nommé président par intérim jusqu'au 21 octobre 2020, date à laquelle Erik Lavévaz prend sa place.
Testolin devient président de la Vallée d'Aoste le 2 mars 2023 à la suite de Luigi Bertschy.